# Hot-swap
Pour le concept de changement de personnage en jeu vidéo, voir Hot swap (jeu vidéo).

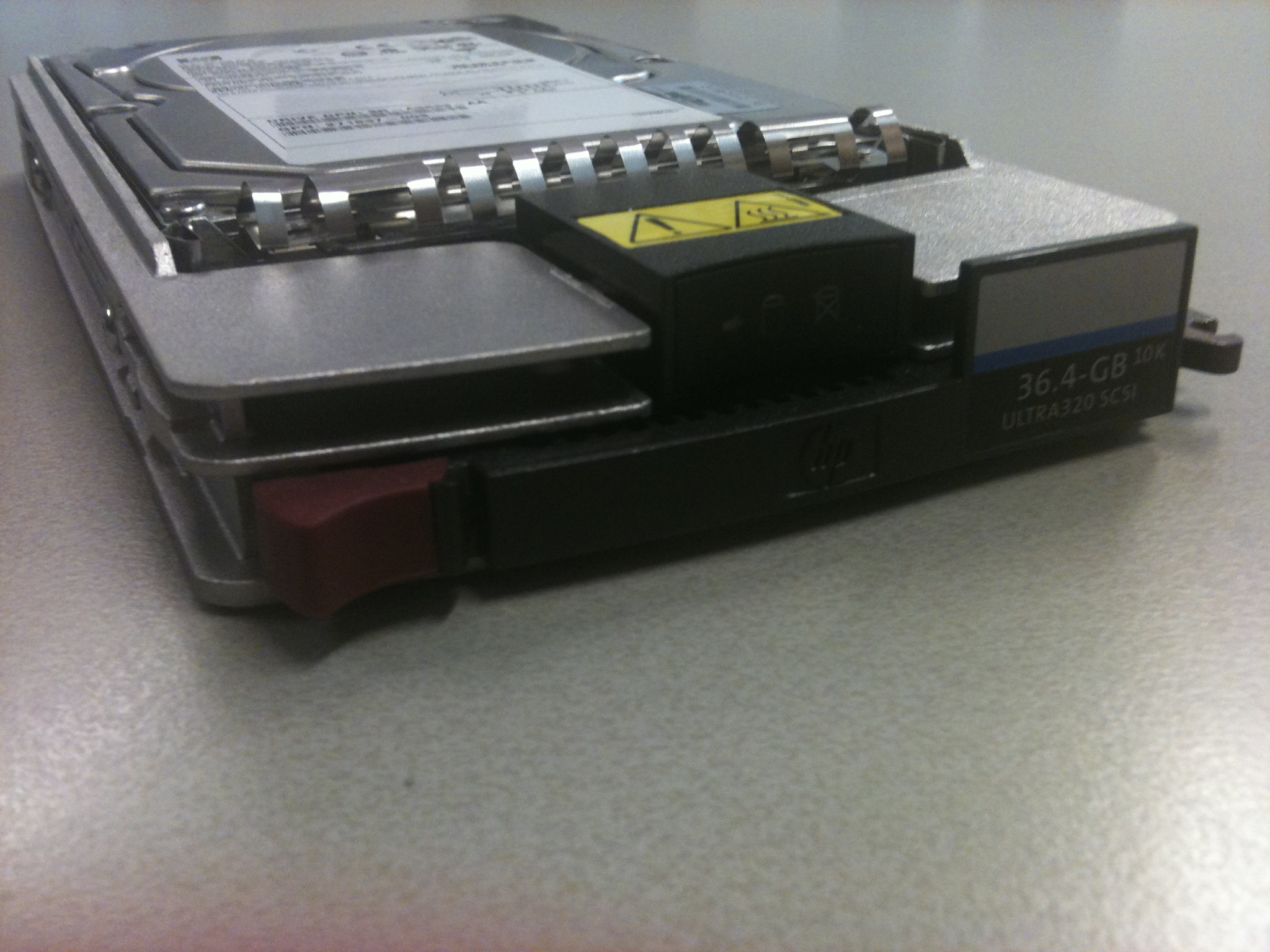
Disque dur remplaçable à chaud.

Hot-swap ou hot-swapping, termes anglais signifiant respectivement « échange à chaud » ou « échangeable à chaud », désignent le fait de pouvoir remplacer un composant d'ordinateur sans interrompre le fonctionnement de ce dernier,. Il s'agit d'un type de Hot-Plug. Ces systèmes sont utilisés dans des serveurs qui doivent être en fonctionnement de façon continue et, depuis le début des années 2000, dans des stations de travail haut de gamme pour professionnels et particuliers. Le hot swap nécessite une conception intelligente des connecteurs et emplacements dans le boîtier de l'ordinateur.
Des solutions hot-swap existent pour les disques durs montés en systèmes RAID 1 et pour les alimentations électriques dites « redondantes », présentes en deux exemplaires ou plus : un composant est fonctionnel et l'on dispose d'un ou plusieurs composants de remplacement en cas de panne.